# سه‌گانه سیاه‌قلب
رمان‌های سه‌گانه سیاه‌قلب جزء معروف‌ترین آثار نویسنده آلمانی کورنلیا فونکه است که نوشتن آن از سال ۲۰۰۳ شروع و در سال ۲۰۰۸ به پایان رسید.

## ترجمهٔ فارسی
این کتاب اولین بار در سال ۱۳۸۸ با نام سیاه‌دل از سوی کانون پرورش فکری کودکان و نوجوانان با ترجمه شقایق قندهاری در ایران منتشر شده است و دومین بار در سال ۱۳۹۰ توسط نشر افق با ترجمه کتایون سلطانی منتشر شده است.

## جوایز
مجموعهٔ سه گانهٔ فونکه در سال ۱۳۹۱ از نهاد ایرانی لاک‌پشت پرنده نشان عالی دریافت کرد این رمان پیش‌تر در سال ۱۳۸۸ در نمایشگاه لایپزیک به‌عنوان کتاب منتخب نوجوانان جایزهٔ بین‌المللی کسب کرده بود.